# Майнц, Йенс Петер
Йенс Петер Майнц (нем. Jens Peter Maintz; род. 19 октября 1967, Гамбург) — немецкий виолончелист.
Ученик Давида Герингаса, занимался также в мастерклассах Генриха Шиффа, Бориса Пергаменщикова, Франса Хельмерсона и Зигфрида Пальма. В 1994 г. завоевал первое место на Международном конкурсе ARD в Мюнхене.
В 1995—2004 гг. концертмейстер виолончелей в Немецком симфоническом оркестре Берлина, с 2006 г. выступает в составе Оркестра Люцернского фестиваля. С 1998 г. выступает в составе различных камерных ансамблей, в том числе Трио Фонтане (до 2006 г.).
Среди важнейших записей Майнца — концерт для виолончели с оркестром Исан Юна (2003, с Немецким симфоническим оркестром Берлина, дирижёр Стефан Эсбери), все произведения Чайковского для виолончели с оркестром (2004, с Литовским камерным оркестром, дирижёр Давид Герингас), выпущенный впервые альбом с произведениями Вильгельма Фитценхагена (2004).
С 2004 г. — профессор виолончели в Берлинской высшей школе музыки.